# الطاقة في السودان

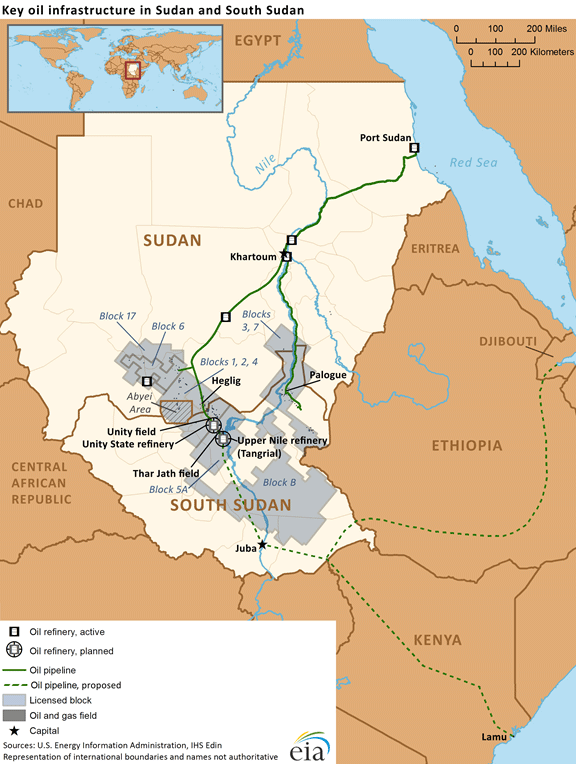
خريطة توضح تمركز مناطق الطاقة في السودان

تتعدد مصادر الطاقة في السودان، ويوجد النفط في مناطق متفرقة من السودان ومنحت الحكومة مؤخرًا بعض الشركات الوطنية والأجنبية حق التنقيب عن المعادن والنفط في جهات متفرقة من البلاد. واهتمت الدولة بالطاقات المتجددة مثل الطاقة الشمسية وطاقة الرياح والطاقة الكهرومائية وبدأت برعاية مشروعات السدود ومن أشهرها مشروع سد مروي.
حسب تصريحات وزير النفط السوداني لوال دينق في 1 يوليو 2011 أن السودان يملك احتياطي نفط يقدر ب17 مليار برميل نفط، وأن السودان وقعت سبع اتفاقيات مع النرويج لتطوير قطاع النفط والمساعدة في ادارته.
ينتج جنوب السودان أكثر من 70 في المائة من النفط السوداني، لكنه يُصدّر عبر أنابيب وموانئ الشمال. ويعتمد الشمال على نسبة 70 في المائة في موازنته العامة على النفط، التي تشكل 98 في المائة من موازنة حكومة جنوب السودان. وناشد رياك مشار خلال مؤتمر صحافي الولايات المتحدة الأميركية استبعاد النفط من العقوبات، ونوه بأن المنشآت النفطية في الشمال هي الطريق الوحيد لتصدير نفط جنوب السودان.

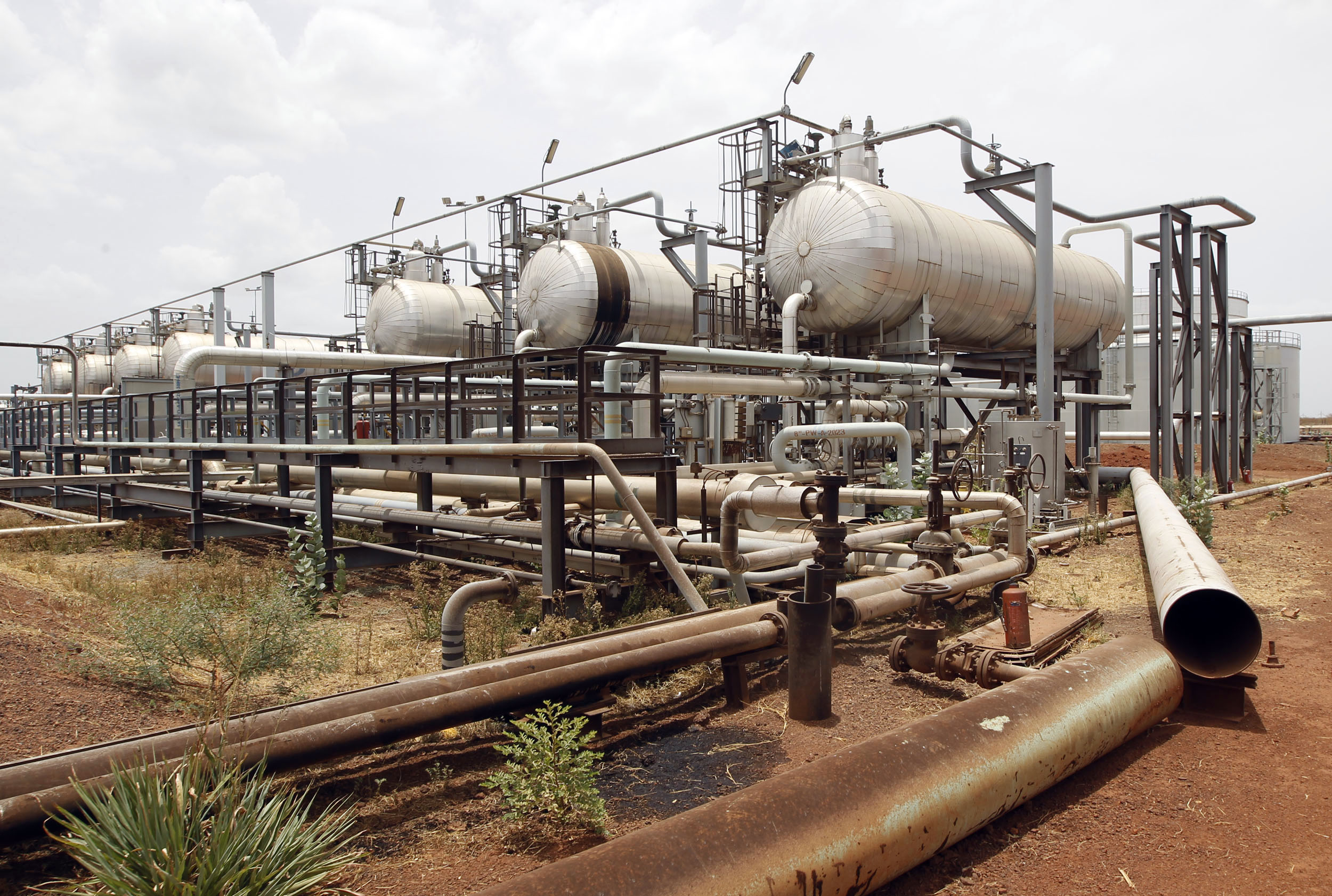
محطة نفط في جنوب السودان

## مصافي النفط في السودان
- مصفاة الخرطوم.[4]
- مصفاة الأبيض.
- مصفاة بورتسودان.
- مصفاة أبوجابرة.[2]

## حقول النفط في السودان

### حقل هجليج
حقل هجليج أحد ابرز حقول النفط العربية، ويشكل المحاور الرئيسية لقطاع النفط في السودان. وينتح 20 ألف برميل من الخام يومياً. تديره شركة النيل الكبرى لعمليات البترول (GNPOC).

### حقل نيم
اكتشفت شركة النيل الأزرق منطقة نفطية جديدة في أغسطس 2006م في جنوب كردفان أُطلق عليها اسم «حقل نيم». وجاء إنتاج الحقل الأول بمقدار 24 ألف برميل من الخام يومياً. ووضعت الشركة التي تديره خطة لزيادة الإنتاج الي 40 ألف برميل يومياً.

### حقل أبو جابرة
هو حقل نفطي اكتشفته شركة شيفرون الأميركية في عام 1979م ودخلت أول بئر في خط الإنتاج عام 1992م.

### حقل البرصاية
في ديسمبر 2014 م خرج الإنتاج الأول من الحقل بمقدار 6 ألف برميل من الخام يومياً. على يد شركة ستار أويل «star oil»، وتوقعت الحكومة خلال السنين القادمة ان يصل إنتاجه إلى 10 ألف برميل يومياً وهو ما تعزر تحقيقه.
إضافة إلى حقل بامبو وحقل شمام وحقل شارف وحقل بليلة وحقل سفيان.

## خطوط الأنابيب في السودان
- خط أنابيب GNPOC.
- خط أنابيب بترو انرجي.
- خط أنابيب PDOC.
- خط أنابيب SPPC.

## شركات توزيع النفط في السودان
| اسم الشركة                | المنتجات                               |
| ------------------------- | -------------------------------------- |
| شل                        | جازولين - بنزين - كيروسين - فيرنس      |
| شركة بتروناس              | كل المنتجات عدا البوتجاز               |
| قابكو                     | كل المنتجات عدا غاز طائرات             |
| النيل للبترول             | كل المنتجات عدا غ/ طائرات              |
| الوطنية                   | جازولين - بنزين                        |
| سنابل القومية             | جازولين - بنزين - كيروسين              |
| نوافل                     | جازولين/بنزين /كيروسين /فيرنس          |
| امونيا                    | جازولين - بنزين - كيروسين              |
| ماثيو                     | جازولين - بنزين - كيروسين - غاز طائرات |
| النحلة                    | جازولين - بنزين - بوتجاز- غاز طائرات   |
| بشاير                     | جازولين - بنزين - كيروسين              |
| نبتة للبترول              | جازولين - بنزين - كيروسين              |
| بنتا للبترول              | جازولين - بنزين - كيروسين              |
| الكريمت للبترول           | جازولين - بنزين - كيروسين              |
| سيدون للبترول             | جازولين - بنزين - كيروسين              |
| الطريفى للبترول           | جازولين - بنزين - كيروسين              |
| شركة البحار الدافئة       | جازولين - بنزين - كيروسين              |
| شركة وادى السندس          | جازولين - بنزين - كيروسين              |
| قادرة للبترول             | جازولين - بنزين - كيروسين              |
| شركة الميثاق              | جازولين - بنزين - كيروسين              |
| المنتجات البترولية (أمان) | جازولين - بنزين - كيروسين - بوتجاز     |
| ابرسى للبترول             | جازولين - بنزين - كيروسين - غاز طائرات |
| ابرسى للبترول             | جازولين - بنزين - كيروسين - غاز طائرات |
| إيران غاز                 | بوتجاز                                 |
| سوداغاز الإماراتية        | بوتجاز                                 |
| الصينية للبترول           | جازولين - بنزين                        |
| الاصفياء للبترول          | جازولين - بنزين - كيروسين              |
| نايل بكرى لغاز الطائرات   | غاز طائرات                             |
| رضوان للبترول             | جازولين - بنزين - كيروسين              |
| نمولى للبترول             | جازولين - بنزين - كيروسين              |
| إيران للبترول             | جازولين - بنزين - كيروسين              |
| كونكورب                   | جازولين - بنزين - كيروسين              |
| اماتونج (الجنوب)          | جازولين - بنزين                        |
| بروس (الجنوب)             | جازولين - بنزين                        |
| بروس (الجنوب)             | جازولين - بنزين                        |
| المتحدة (يونايتد)         | فحم الكوك                              |

## الطاقة الكهربية في السودان
الطاقة التوليدية لقطاع الكهرباء السوداني – حتى الآن - محدودة جدا. ففي العام 2003 بلغ الإنتاج الكهربائي الكلي حوالي 3345 غيغاواط منها حوالي 1163 غيغاواط توليد مائي و1168 غيغاواط توليد حراري وحوالي 210 غيغاواط توليد ديزل و328 غيغاواط توليد بواسطة تربينات الغاز و485 غيغاواط توليد مركّب.
وتمثل أكبر أربعة محطات توليد في السودان العمود الفقري للشبكة القومية. وهي المسؤولة عن توليد الجزء الأكبر من الطاقة، وتبرز اهميتها في ظل النمو المتزايد علي الكهرباء.
وهي محطة سد الروصيرص، ومحطة سد مروي، ومحطة أم دباكر الحرارية، ومحطة الجيلي. ورغم التحديات السياسية والاقتصادية لا تزال تمثل الأمل الأكبر في تحقيق الاستقرار للطاقة الكهربائية وتوفيرها للمواطنين والقطاعات الإنتاجية.

## الطاقة المتجددة في السودان
أنشئت إدارة الطاقات المتجددة في السودان كإحدى إدارات الإدارة القومية للطاقة التي كانت تتبع لوزارة الطاقة والتعدين في العام 1980 وذلك كإدارة بحثية تطبيقية لتقنيات الطاقات المتجددة. وفي العام 1995 تم ضم الإدارة القومية للطاقة باسم الإدارة العامة لشؤون الطاقة للمؤسسة السودانية للنفط حيث تم تحسين ظروف العمل مما أدى لقيام مشاريع عديدة.

### الأهداف العامة للإدارة
- النشر والترويج للطاقات المتجددة.
- تدريب وتأهيل العاملين داخليا وخارجيا
- إعداد الدراسات والبحوث وحصر لمصادر الطاقات المختلفة
- إعداد دراسات الجدوى الاقتصادية والفنية لتقنيات الطاقات المتجددة وتشجيع الاستثمار في المجال.

### الهيكل الإداري
يتبع للإدارة قسمان هما:
1. قسم بدائل الطاقة وهو يعمل في مجال الطاقات الآتية:
  1. الطاقة الشمسية.
  2. طاقة الرياح.
  3. طاقة المياه الجوفية.
  4. التوربين التيارى.
  5. طاقة المساقط المائية.
2. قسم الكتلة الحية يعمل القسم في مجال الطاقات الآتية:
  1. تكنولوجيا البيوغاز.
  2. مضغوطات المخلفات الزراعية.
  3. الوقود الحيوي.
  4. التوليد المشترك للكهرباء
  5. التغويز.

## الملاحظات
1. ↑  شركة النيل الأزرق هي اتحاد يضم شركة النفط الوطنية الصينية، وشركة بتروناس الماليزية، وشركة النفط والغاز الهندية، وشركة سودابت السودانية.